# Ankaratra
Ankaratra – masyw wulkaniczny w środkowym Madagaskarze. Najwyższym szczytem jest Tsiafajavona (2643 m n.p.m.). Masyw zbudowany jest głównie z bazaltów.